# Одри Поли
«Одри Поли» (англ. «Audrey Pauley») — 11-й эпизод 9-го сезона сериала «Секретные материалы». Премьера состоялась 17 марта 2002 года на телеканале FOX. Эпизод принадлежит к типу «монстр недели» и никак не связан с основной «мифологией сериала», заданной в первой серии.
Режиссёр — Ким Мэннэрс, автор сценария — Стивен Маэда, приглашённые звёзды — Стэн Шоу, Трэйси Эллис, Джек Блессинг, Дель Замора, Верни Уотсон-Джонсон.
В США серия получила рейтинг домохозяйств Нильсена, равный 4,8, который означает, что в день выхода серию посмотрели 8,0 миллионов человек.
Главные герои сериала — агенты ФБР, расследующие сложно поддающиеся научному объяснению преступления, называемые Секретными материалами.. Сезон концентрируется на расследованиях агентов Даны Скалли (Джиллиан Андерсон), Джона Доггетта (Роберт Патрик) и Моники Рейс (Аннабет Гиш).

## Сюжет
После автокатастрофы Рейс просыпается в странной больнице. Доггетт и находящаяся в коме Рейс пытаются предотвратить активацию её карточки донора. Оба вскоре встречают уникальную женщину, Одри Поли, которая способна общаться и с живыми, и теми, кто в коме.